# Северная долина

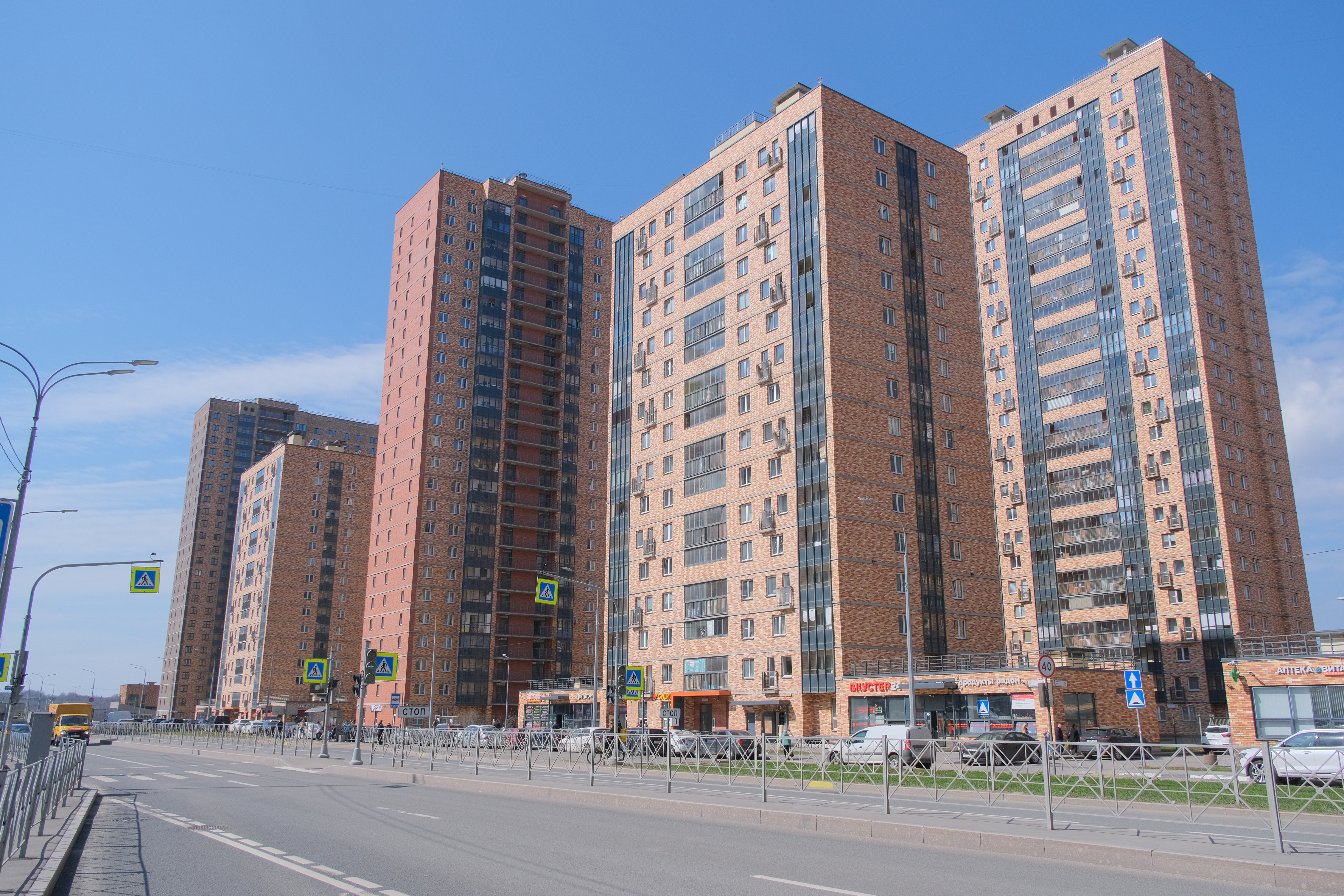
«Северная долина», 21-й квартал (Заречная улица)

«Се́верная доли́на» — крупный жилой комплекс в Выборгском районе Санкт-Петербурга, расположенный около станции метро «Парнас». Является одним из крупнейших проектов комплексного освоения территории в городе и России.
Реализация проекта началась в 2009 году. К 2025 году с постройкой 21-го квартала (Заречная улица) жилая застройка «Северной долины» в целом завершена. 22-й квартал предполагается застраивать лишь учреждениями социальной инфраструктуры, .

## Проект в цифрах
- Площадь участка — 270 га[4]
- Жилая застройка — около 2,7 млн м²[4]
- Объекты обслуживания населения — 575 000 м²
- Бюджет проекта — не менее 110 млрд руб[5]
- Численность населения — 80 тысяч человек[4]

## Границы
Границы проекта: на севере — дачный посёлок «Климовец», на западе — пос. Торфяное и Шуваловский парк, на юге — улица Михаила Дудина, на востоке — проспект Энгельса.

## Хронология
- Май 2009 года — была торжественно забита первая свая в ознаменование начала строительства I очереди проекта «Северная Долина»[6]. Девелопер проекта — компания «Главстрой-СПб» — входила в группу «Базовый Элемент» Олега Дерипаски[7]. Вопрос об инвестировании решался на уровне губернатора Санкт-Петербурга Валентины Матвиенко[8], которая также приняла участие в церемонии закладки первого детского сада комплекса[9][10]. Город взял на себя строительство инженерных сетей на территории «Северной долины», выделив на проект 1,1 млрд рублей[11].
- Февраль 2011 года — открыты продажи 2-й очереди строительства, состоящей из 4-х корпусов, рассчитанных на 1691 квартиру. Возведение дома ведется в квартале, ограниченном улицами Михаила Дудина, Заречной, Николая Рубцова и Фёдора Абрамова. Вторая очередь введена в эксплуатацию в 2011 году.
- Июнь 2011 года — стартовали продажи 3-й очереди жилого района, строительство которой ведется в квартале, ограниченном улицами Михаила Дудина, Заречной, Николая Рубцова и Фёдора Абрамова. Данная очередь состоит из восьми многоэтажных домов высотой в 26-27 этажей, включающих 5101 квартиру. Дома своевременно сданы в эксплуатацию в ноябре 2013 года[12].
- Январь 2012 года — открыты продажи 4-й очереди, строительство которой осуществляется в квартале, ограниченном улицами Михаила Дудина, Заречной, Николая Рубцова и Фёдора Абрамова. В состав очереди входят три 27-этажных дома на 3575 квартир жилой комплекс (ул. Федора Абрамова, д. 8, лит. А; является самым большим домом по количеству квартир в Санкт-Петербурге; представляет собой три здания, но является единым комплексом, так как все здания соединены стилобатом[13]). Дома своевременно введены в эксплуатацию в декабре 2013 года[14].
- Сентябрь 2012 года — открыты продажи 5-й очереди строительства. Она возведена в квартале, ограниченном улицами Николая Рубцова, Фёдора Абрамова, Заречной и Валерия Гаврилина, и включает в себя 2 многоквартирных дома высотой в 24-28 этажей со встроенно-пристроенными помещениями. Дома на 1569 квартир своевременно введены в эксплуатацию в апреле 2014 года[15].
- Март 2013 года — стартовали продажи 6-й очереди, расположенной в квартале, ограниченном улицами Фёдора Абрамова, Николая Рубцова, Валерия Гаврилина и Заречной. Три дома высотностью в 25-28 этажей включают 3222 квартиры. Шестая очередь строительства своевременно введена в эксплуатацию в декабре 2014 года[16].
- Март 2014 года — началась реализация квартир 8-й очереди строительства в 19 квартале нового жилого района «Северная долина», ограниченном улицами Николая Рубцова, Валерия Гаврилина, Заречной и Фёдора Абрамова. Три кирпично-монолитных дома высотой в 28 этажей включают 1535 квартир. Плановый срок завершения строительства восьмой очереди — декабрь 2015 года[17].
- Май 2014 года — открыты продажи 7-й очереди. Она возводится в 20 квартале нового микрорайона, ограниченном улицами Николая Рубцова, Фёдора Абрамова, Заречной и проспектом Энгельса. К ней относятся четыре кирпично-монолитных высотных дома разной этажности (25-28 этажей). Общее количество квартир- 3530. Плановый срок сдачи седьмой очереди — декабрь 2015 года[18].
- Июль 2014 года — началась реализация квартир в 9-й очереди ЖК «Северная долина». Она возводится в 19 квартале, ограниченном улицами Николая Рубцова, Фёдора Абрамова и Заречной, и включает 4 кирпично-монолитных дома. Каждое здание состоит из разновысотных секций — от 15 до 28 этажей. Всего проектом предусмотрено 3643 квартиры с полной отделкой. Плановый срок завершения строительства 9-й очереди — декабрь 2016 года[19].
- Сентябрь 2015 года — открыты продажи квартир в 10-й очереди. Она возводится в 20 квартале, ограниченном улицами Николая Рубцова, Фёдора Абрамова, Центральной и проспектом Энгельса[20].
- Январь 2016 года — сданы в эксплуатацию 7 и 8 очереди[21].
- Февраль 2016 года — стартовали продажи в 11 очереди. Входящие в её состав дома расположились в квартале, ограниченном улицами Фёдора Абрамова, Николая Рубцова, Заречной и проспектом Энгельса[22].
- Февраль 2017 года — сданы в эксплуатацию дома 3, 4, 5 и 6 девятой очереди на 3643 квартиры[23].
- Сентябрь 2017 года — построена 10 очередь[24].
- Август 2018 года — начались продажи первых квартир в домах повышенной комфортности, расположенных в 21 квартале ЖК «Северная долина» между улицами Федора Абрамова, Заречной и Шишкина (15 очередь)[25].
- Декабрь 2018 года — введена в эксплуатацию 11 очередь, всего семь корпусов на 3 784 квартиры[26].
- Май 2019 года — построена 12 очередь проекта, включающая в себя три корпуса на 950 квартир[27].
- Декабрь 2019 года — введена в эксплуатацию 13 очередь[28].
- Июль 2020 года — построена 14 очередь, состоящая из трех корпусов, расположенных на Толубеевском проезде[2].
- Январь 2025 года — завершение строительства «21-го квартала» на примыкающей к садоводству «Климовец» территории. Окончание жилого строительства в «Северной долине» в связи с полной освоенностью отведённой для неё территории[2].

## Инфраструктура

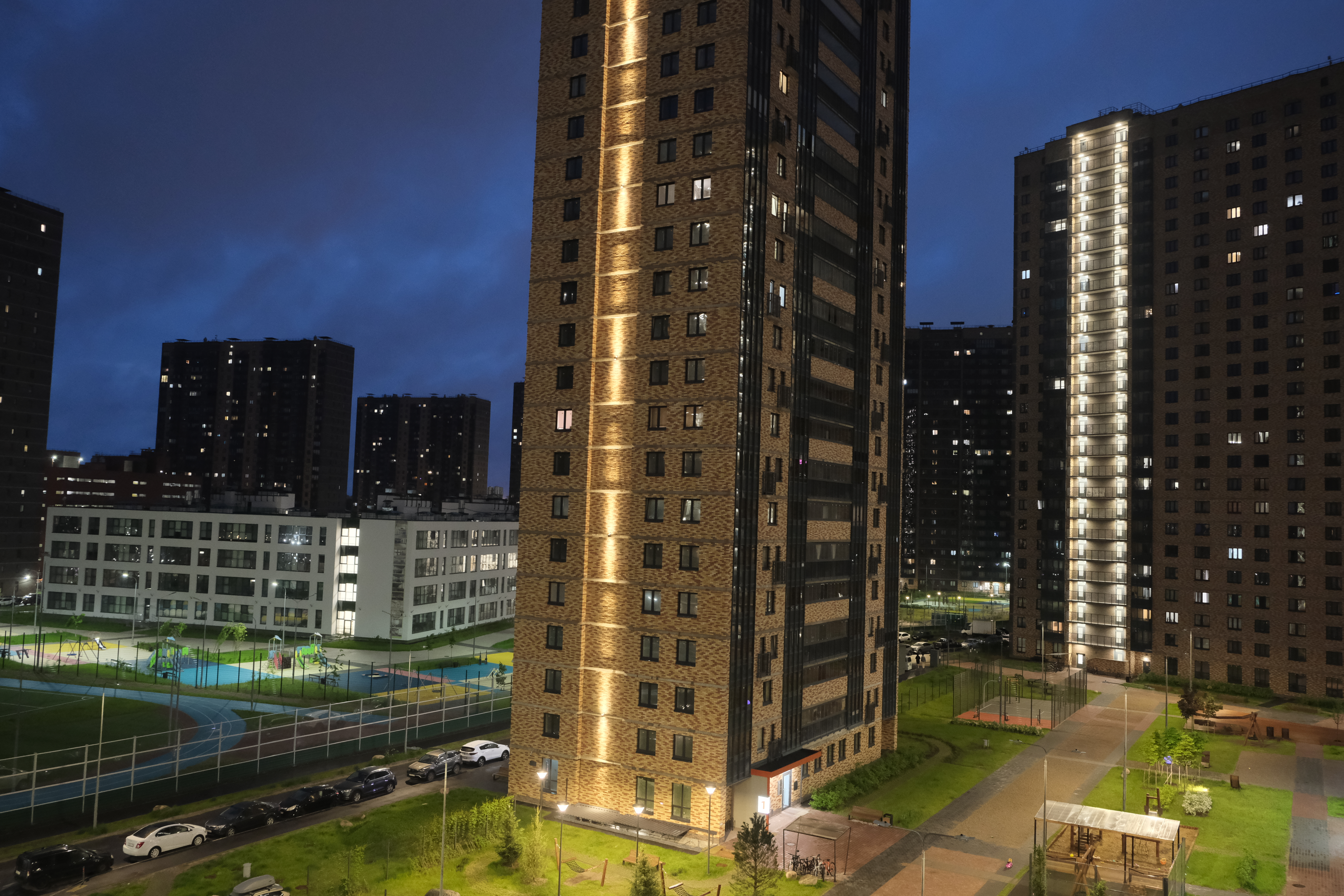
21-й квартал «Северной долины» ночью

По состоянию на 2020 год на территории ЖК «Северная долина» открыты 3 школы и 6 детских садов, педиатрическое отделение детской городской поликлиники, аптеки, отделение Сбербанка, продуктовые супермаркеты, кафе и пекарни, центры детского развития, салоны красоты, стоматология, строительные, мебельные и хозяйственные магазины. Во дворах жилого комплекса организованы игровые площадки, зоны отдыха для взрослых и детей, предусмотрены подземные и наземные парковки. Регулярно проходят мероприятия по озеленению территории.
За счет бюджета Санкт-Петербурга в конце 2014 года выкуплены несколько объектов на территории ЖК «Северная долина». На первом этаже жилого дома на ул. Фёдора Абрамова, дом 4, в апреле 2016 года открыт офис врача общей практики площадью 182,8 м² и пункт охраны правопорядка общей площадью 102,5 м². В сентябре 2016 года состоялось открытие офиса врача общей практики по обслуживанию детей. В декабре 2019 года на ул. Заречная, 41 открылось отделение детской городской поликлиники № 71.
Для открытия почтового отделения связи в ЖК «Северная долина» «Почта России» утвердила проведение ремонтных работ в помещении площадью 265.1 м². по адресу: ул. Федора Абрамова, д. 16, корп. 1, литера А.
В декабре 2020 года стало известно, что в ЖК «Северная долина» на ул. Николая Рубцова, д. 3, стр. 1 выкупаются помещения для ГБУ «Спортивная школа олимпийского резерва по прыжкам на лыжах с трамплина и лыжному двоеборью Выборгского района». Здесь откроют новый спортивный зал для занятий прыжками на батуте, который необходим для подготовки спортсменов сборных команд Санкт‑Петербурга и России.
В рамках проекта «Главстрой-СПб» занимается развитием социальной и дорожной инфраструктуры в ЖК «Северная долина». По состоянию на декабрь 2020 года на территории комплекса работают два здания детского сада № 8 (380 мест, ул. Михаила Дудина 25к3 и 23к2), два здания детского сада № 9 (380 мест, улица Валерия Гаврилина, дом 5, корпус 2 и улица Николая Рубцова, дом 12, корпус 2), два здания детского сада № 11 (440 мест, улица Фёдора Абрамова, дом 16, корпус 2, строение 1 и улица Фёдора Абрамова, дом 23, корпус 2, строение 1), два здания общеобразовательной школы № 482 (по 975 мест, улица Фёдора Абрамова, д. 6 и д. 6 строение 2), новая площадка общеобразовательной школы № 469 (825 мест) на улице Федора Абрамова, дом 16, корпус 3.
Объекты социальной инфраструктуры, планируемые к открытию в 2021 году:
- четвёртая по счету общеобразовательная школа на 825 мест в 19 квартале жилого комплекса, ограниченном улицами Валерия Гаврилина, Николая Рубцова, Федора Абрамова и Заречной[41].

По состоянию на декабрь 2020 года выданы разрешения на строительство детской поликлиники на 384 посещения в смену, поликлиники для взрослых на 960 посещений в смену с женской консультацией и отделением скорой помощи, а также новых детских садов и школ. Всего проектом планировки территории ЖК «Северная долина» предусмотрено возведение 13 детских садов (всего 2710 мест) и 10 школ (всего 8676 мест).
Также, по данным застройщика, запланированы подстанция скорой помощи на 8 машин, детская и взрослая поликлиники, пожарная часть, отделения полиции и связи.
В сентябре 2014 года сданы в эксплуатацию три участка улично-дорожной сети ЖК «Северная долина», а именно:
- улица Фёдора Абрамова (от ул. Михаила Дудина до ул. Николая Рубцова) протяженностью 1 км;
- улица Валерия Гаврилина (от ул. Заречной до ул. Николая Рубцова) протяженностью 480 м;
- улица Николая Рубцова (от ул. Валерия Гаврилина до ул. Фёдора Абрамова) протяженностью 370 м.

Улицы Фёдора Абрамова и Николая Рубцова относятся к магистралям районного значения с остановками, пешеходными переходами, светофорами. Улица Валерия Гаврилина — магистраль местного значения.
В 2017 году построены продолжения улиц Николая Рубцова (от ул. Федора Абрамова до пр. Энгельса), Федора Абрамова (от ул. Николая Рубцова до ул. Заречной) и Валерия Гаврилина (от ул. Николая Рубцова до ул. Заречная).
В декабре 2018 года введена в эксплуатацию улица Заречная, расположенная между улицей Федора Абрамова и проспектом Энгельса и обеспечившая ещё один выезд из жилого комплекса.
В ноябре 2019 года построен первый этап Толубеевского проезда между улицами Николая Рубцова и Заречной. Второй этап Толубеевского проезда (в северном направлении за Заречную улицу) должен быть готов в 2021 году.

## Критика
По мнению некоторых урбанистов, в районе пока недостаточно публичных пространств, парков, торговых центров, поликлиник; отмечается острая нехватка парковочных мест.

## Перспективы развития
Согласно проекту планировки территории (ППТ), на территории ЖК «Северная долина» запланировано[когда?] возведение:[когда?]
- общеобразовательных школ не менее чем на 9210 мест в кварталах 15, 19, 20, 21, 22;
- детских дошкольных общеобразовательных учреждений не менее чем на 2801 место в кварталах 13, 15, 19, 20, 21, 22;
- школы искусств (эстетического воспитания) на 640 мест в 13 квартале;
- поликлиники для взрослых на 960 посещений в смену в 13 квартале;
- поликлиники для детей на 384 посещения в смену в 13 квартале;
- станции скорой и неотложной медицинской помощи на 8 санитарных автомобилей в 13 квартале;
- рыночного комплекса 1920 м². торговой площади в 14 квартале;
- клубов на 2560 посетителей в 14 квартале и на 700 посетителей в квартале 7б-2;
- кинотеатров на 250 мест, торгово-развлекательных комплексов в 14 квартале;
- бани на 400 мест в квартале 6б;
- прачечных на 8000 кг белья в смену в квартале 6б;
- химчистки на 560 кг белья в смену в квартале 6б;
- спортивных залов на 4 800 м². пола в квартале 7б-2;
- плавательных бассейнов на 1280 м² зеркала воды в квартале 7б-2.

С целью развития международных пассажирских перевозок в северном направлении, рядом с ЖК «Северная долина» город планирует строительство автобусного вокзала, который будет обслуживать направления: северные пригороды Санкт-Петербурга (Агалатово, Новоселки, Сосново, Лесное, Токсово и др.), Финляндию и города России, расположенные к северу от Санкт-Петербурга.